# Брюннер, Рихард
Рихард Брюннер (нем. Richard Brünner, 1899—?) — австрийский фехтовальщик, призёр чемпионатов мира.

## Биография
Родился в 1899 году. В 1914 году стал серебряным призёром чемпионата Австрии в шпаге. В 1920 году стал чемпионом Австрии в рапире, в 1922 году — в сабле. В 1924 году вновь стал чемпионом Австрии в рапире, и принял участие в соревнованиях по этому виду оружия на Олимпийских играх в Париже, но неудачно. В 1925 году опять стал чемпионом Австрии в сабле. На чемпионате Австрии 1926 года занял вторые места в рапире и сабле. В 1927 году стал чемпионом Австрии в рапире. В 1928 году на чемпионате Австрии занял второе место в рапире, но на соревнованиях по фехтованию на рапирах на Олимпийских играх в Амстердаме снова выступил неудачно.
В 1931 году завоевал бронзовую медаль Международного первенства по фехтованию в Вене. В 1933 году стал серебряным призёром Международного первенства по фехтованию в Будапеште. В 1937 году Международная федерация фехтования задним числом признала все прошедшие ранее Международные первенства по фехтованию чемпионатами мира.